# 2010 KZ39
2010 KZ39 или 2010 KZ39 — очень крупный транснептуновый объект. Он был открыт группой астрономов в 2010 году в обсерватории Лас-Кампанас.
По стандартной классификации 2010 KZ39 является кьюбивано, но характеристики орбиты позволяют отнести его к обособленным транснептуновым объектам.

## Описание
Наблюдался около 28 раз . В данный момент находится на удалении 46,3 а. е. от Солнца . При альбедо 0,10 диаметр объекта составит 595 км. При большем альбедо диаметр может составить 420 км, при меньшем — 940 км.